# Mogojtujskij rajon
Il Mogojtujskij rajon (in russo Могойтуйский район?; in buriato: Могойтын аймаг) è un municipal'nyj rajon del Territorio della Transbajkalia, nell'Estremo Oriente russo. Istituito il 8 dicembre 1942, ricopre una superficie di 6 269,46 chilometri quadrati e ha una popolazione di 23 209 abitanti; il centro amministrativo è l'insediamento di tipo urbano di Mogojtuj. Il rajon è suddiviso in un insediamento di tipo urbano e 14 comuni rurali. Un ramo della Ferrovia Transiberiana attraversa il territorio del distretto.